# カリクロー (小惑星)
カリクローまたはカリクロ (10199 Chariklo) は、土星と天王星の間の軌道で太陽を周回する小惑星。知られているケンタウルス族の天体の中で一番大きい。
1997年2月15日にスペースウォッチの James V. Scotti によって発見された。カリクローという名は、ケイローンの妻カリクローから付けられた。
2001年に行われた光度測定では、自転周期をはっきりと求めることが出来なかった。赤外線観測では、カリクローの表面は氷におおわれていると推定されていたが、実際は氷は環となってカリクローの周囲を回っていることが確認された。小惑星として初めて環があることが確認された天体である。

## 大きさ
絶対等級 (H) とアルベドが分かれば、天体の大きさを推測することができる。しかし、ケンタウルス族の天体は彗星のように氷で出来ていて気体を放出するかもしれないため、アルベドを推定することは非常に難しいといえる。また、若干のケンタウルス族天体のアルベドが、時間と活動レベルによって変化する可能性もある。
カリクローの絶対等級 (H) は6.4であり、アルベドは0.06である。直径は258kmぐらいだと推定されており、現在のところ知られているケンタウルス族の天体の中で一番大きい。次に大きい天体は (2060) キロン（直径230km、絶対等級6.5、アルベド0.07）である。また、同じケンタウルス族である1995 SN55は、300km近い直径を持つ天体であると推測され、一番大きな天体になる可能性さえある。

## 軌道
ケンタウルス族の天体はエッジワース・カイパーベルトに起源を持つと考えられており、いずれは現在の不安定な軌道を外れて、太陽系から飛び出すか、惑星や太陽に衝突するか、もしくは短周期彗星に進化するとされる。
カリクローの軌道は天王星との4:3軌道共鳴の位置から0.09天文単位以内にあり、long orbital half-life はおよそ1030万年と推定されている。これは (7066) ネッススやキロン、(5145) フォルスよりは安定している。
2004年に、近日点に近くまた地球と衝の状態にあった間、カリクローの見かけの等級は+17.7になった。

## 環

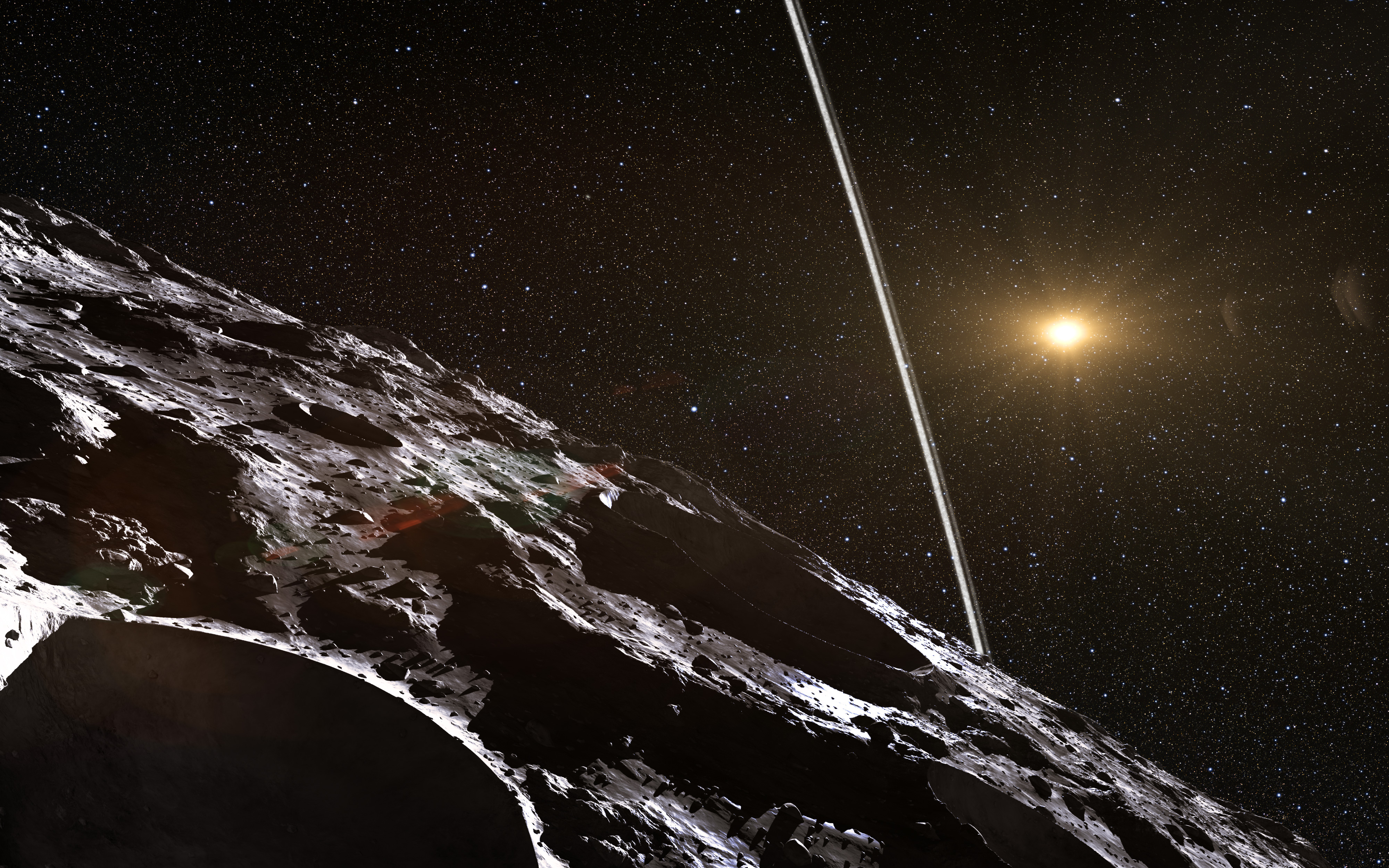
カリクローの環の想像図

2014年3月26日、小惑星として初めて 環 の存在が確認されたことが発表された。
2013年6月3日、ある恒星をカリクローが掩蔽することが予測されており、ヨーロッパ南天天文台など南米の7つの天文台によって実際に観測された。その際、カリクロー本体による掩蔽の前後にも恒星の光が暗くなる現象があったことから、カリクローを取り巻く環の存在が確認され、リオデジャネイロのブラジル国立天文台等の研究チームが「ネイチャー」に発表した。環は2本あり、ブラジル国立天文台等のチームは内側の環をブラジル北端のオヤポク川にちなみ「オヤポク」（Oiapoque）、外側の環をブラジル南端のチュイ川にちなみ「チュイ」（Chuí）と名付けている。内側のオヤポクは半径391km、幅7km、外側のチュイは半径405km、幅3kmと考えられている。またこの環を安定させるように作用する羊飼い衛星が存在する可能性や、スペクトルの分析から水の氷が存在する可能性も指摘されている。